# كودانشا الولايات المتحدة الأمريكية
كودانشا الولايات المتحدة الأمريكية الناشرة هي شركة  أمريكية  للنشر، فرعية من شركة النشر اليابانية كودانشا. تأسست في  يوليو 2008 ،  كودانشا الولايات المتحدة تقوم بنشر ما يتعلقُ بالثقافة اليابانية، المانغا، تحولت هذه الأخير تحت عنوان كودانشا كوميكس.
أطلقوا عناوين إعادة طباعة في ماساموني شيرو غوتس إندِ شل وكاتسوهيرو أوتومو مانغا  أكيرا، و التي نُشرت سابقا من قبل دارك هورس كومكس. ففي 4  أكتوبر 2010 أعلن أنّ ناشر المانغا  ديل ري المانغا قد يتم إغلاقها. بدأت كودانشا كوميكس النشر جدّياً، تحتضِن كل من ديل ري مانغا الكبير مع راندوم هاوس بدور الموزع.

## وصلات خارجية
- الموقع الرسمي
- الموقع الرسمي
- كودانشا الولايات المتحدة الأمريكية على موقع ANN company (الإنجليزية)